# UTC+08:45
Az UTC+08:45 egy nem hivatalos időeltolódás, amely nyolc és háromnegyed órával van előrébb az egyezményes koordinált világidőtől (UTC).

## Ezt az időeltolódást használó területek

### Ausztrália
- Ausztrália
  - Border Village
  - Caiguna
  - Eucla
  - Madura
  - Mundrabilla

Ezt az időeltolódást, pontosabban annak egyetlen időzónáját csak néhány település használja az Eyre Highway mentén. Bár a Central Western Time (Középnyugati idő) egy nem hivatalos időzóna, mégis pontosan és tisztán meg vannak szabva a határai, és azokat a térképeken is megjelölik. Van egy, a kormány által emelt tábla is az Eyre Highway keleti oldalán, amely figyelmezteti az utazókat, hogy állítsák át 45 perccel óráikat.

## Időzóna ebben az időeltolódásban
| Időzóna neve angolul                     | Időzóna neve magyarul     | Időzóna rövidítése |
| ---------------------------------------- | ------------------------- | ------------------ |
| Australian Central Western Standard Time | Ausztrál középnyugati idő | ACWT               |

## Fordítás
Ez a szócikk részben vagy egészben  az   UTC+08:45 című angol Wikipédia-szócikk ezen változatának fordításán alapul.  Az eredeti cikk szerkesztőit annak laptörténete sorolja fel. Ez a jelzés csupán a megfogalmazás eredetét és a szerzői jogokat jelzi, nem szolgál a cikkben szereplő információk forrásmegjelöléseként.

## Kapcsolódó szócikk
- UTC+09:45